# 港鐵巴士K51綫
港鐵巴士K51綫是由港鐵巴士營運的一條屯馬綫接駁巴士路綫，來往富泰及大欖之間。
港鐵巴士K51A綫是由港鐵巴士營運的一條屯馬綫接駁巴士路綫，來往富泰及掃管笏之間。

## 路線歷史
輕鐵接駁巴士
- 1988年9月25日本線前身輕鐵接駁路線521投入服務，初期來往屯門市中心及大欖村，車費$1.5，因道路限制問題，故只能使用廿四座豐田Coaster小巴行走。
- 1989年10月1日，延長至井財街。
- 1990年8月26日改以青山公路近大欖村為總站，以方便加入雙層巴士（MCW 9.7米，即1XX）及避免與大欖村居民發生爭坳[1]。由於當時大欖巴士總站尚未建成，所有雙層巴士均要駛至深井馬灣碼頭巴士總站，才能掉頭，直至大欖臨時掉頭處及1992年9月7日大欖巴士總站建成為止。
- 1996年5月1日起，車費$3.5。
- 2001年1月14日延長至富泰邨。
- 2001年6月24日富泰邨開出的班次頭班車開出時間由06:00提早至05:48。
- 2001年9月2日增派一輛巴士行走，班次增強至10至15分鐘一班。
- 2002年1月九廣鐵路公司增設特別路線521P（為當時的521的區間車），往返富泰邨及屯門市中心，只於平日繁忙時間服務，輔助521。

九鐵接駁巴士
- 配合九廣西鐵（現屬屯馬綫）通車，九鐵重組旗下的輕鐵接駁巴士線，所有路線均以K字頭代表，故此在2003年12月14日，521改稱為K51，來回程繞經兆康站，往富泰邨方向繞經屯門站，方便乘客轉乘西鐵，而521P因客量偏低而停駛。
- 2005年7月6日起，隨著九廣鐵路的都城9.7米巴士全部退役，本線改為全空調服務。

港鐵巴士
- 2007年12月2日兩鐵合併，本綫改為港鐵公司營辦。
- 本線初時往富泰方向繞經屯門站公共運輸交匯處，因屯門站公共運輸交匯處搬遷，由2010年3月14日起，往富泰方向不經河傍街及仁政街，同時不再駛入屯門站公共運輸交匯處，原於屯門站公共運輸交匯處之車站遷往屯門鄉事會路北行，屯門站公共運輸交匯處新址對出。
- 2022年8月29日：K51A綫投入服務[2]。

## 服務時間及班次
K51
| 富泰開           | 富泰開      | 富泰開       | 大欖開           | 大欖開      | 大欖開       |
| 日期             | 服務時間    | 班次（分鐘） | 日期             | 服務時間    | 班次（分鐘） |
| ---------------- | ----------- | ------------ | ---------------- | ----------- | ------------ |
| 星期一至五       | 05:45-23:45 | 5-20         | 星期一至五       | 06:00-23:45 | 5-20         |
| 星期六           | 05:45-23:45 | 6-20         | 星期六           | 06:00-23:45 | 6-20         |
| 星期日及公眾假期 | 05:45-23:45 | 7-20         | 星期日及公眾假期 | 06:00-23:45 | 7-20         |

K51A
| 富泰開 | 富泰開      | 富泰開       | 掃管笏開 | 掃管笏開    | 掃管笏開     |
| 日期   | 服務時間    | 班次（分鐘） | 日期     | 服務時間    | 班次（分鐘） |
| ------ | ----------- | ------------ | -------- | ----------- | ------------ |
| 每日   | 07:00-20:00 | 30           | 每日     | 07:00-20:00 | 30           |

## 收費
| 標準車費              | 標準車費                                                  | 現金 | 八達通 |
| --------------------- | --------------------------------------------------------- | ---- | ------ |
| 成人                  | 成人                                                      | $5.1 | $5.1   |
| 特惠                  | 小童                                                      | $2.2 | $2.2   |
| 特惠                  | 長者（65歲或以上） 「殘疾人士身分」個人八達通（12歲以下） | $2.2 | $2.0   |
| 特惠                  | 「學生身分」個人八達通                                    | $5.1 | $2.2   |
| 特惠                  | 「殘疾人士身分」個人八達通（12-64歲）                     | $5.1 | $2.0   |
| 「樂悠咭」（60-64歲） |                                                           | $5.1 | $2.0   |

| - 3至11歲為小童；65歲或以上為長者。 - 乘客可以現金或八達通於上車時付款，不設找續。 - 合資格學生使用「學生身份」個人八達通繳付車資，可享有特惠車費優惠，費用相等於小童車費，如以現金繳付車費，則必須繳付成人車費。 - 65歲或以上長者使用「樂悠咭」，以及合資格殘疾人士（包括12歲以下合資格殘疾兒童）使用「殘疾人士身份」個人八達通（包括「樂悠咭」）繳付車資，可享有每程$2.0或特惠車費（以較低者為準）的票價優惠；65歲或以上長者如使用長者或一般個人八達通繳付車資，則只可享有相等於小童車費優惠；12至64歲殘疾人士如以現金繳付車費，則必須繳付成人車費。 - 60至64歲香港居民使用「樂悠咭」繳付車資，可享有每程$2.0或成人車費（以較低者為準）的票價優惠，如以現金繳付車費，則必須繳付成人車費。 - 持有全月通2（屯門—南昌）或全月通3（屯門—紅磡）之乘客在車票有效期內確認八達通乘搭本路綫，可獲免費。 - 持有屯門—南昌全日通、遊客全日通或港鐵認可之指定智能車票之乘客在車票有效期內確認有效車票，可獲免費乘搭本路綫。 - 所有港鐵車票（包括但不限於輕鐵車票、港鐵紀念車票及搭十送一車票等；不包括屯門—南昌全日通及指定日子使用的紀念車票），不會獲得免費轉乘優惠。 - 每位成人乘客可免費攜帶最多兩名3歲以下而不佔座位的兒童乘客乘車，超額之3歲以下小童必須繳付小童車費乘車。 - 港鐵公司職員及家屬（不包括外判職員）可免費乘搭本路綫，惟必須拍職員或職員家屬八達通。 - 使用八達通的乘客，於上車拍卡後一小時內轉乘港鐵重鐵網絡（機場快綫除外）／輕鐵，或於港鐵重鐵網絡（機場快綫除外）出閘／輕鐵出站後一小時內轉乘本綫，本路綫車資可獲減免。 - 如轉乘模式為輕鐵／港鐵巴士→港鐵（屯馬綫）→輕鐵／港鐵巴士，整個轉乘行程不可超過兩小時。 |

- 由本路綫於上車後1小時內轉乘506綫，或由上述路綫轉乘本路綫，可免收車資。

## 使用車輛
本綫曾經使用MCW 9.7米（1XX）行走，直至從新巴租用的利蘭奧林比安及富豪奧林比安（K2XX）取代為止。
現時本綫用車是11.3米的Enviro 500 MMC（504-549）及富豪B9TL（319-386）行駛。

## 行車路線
K51

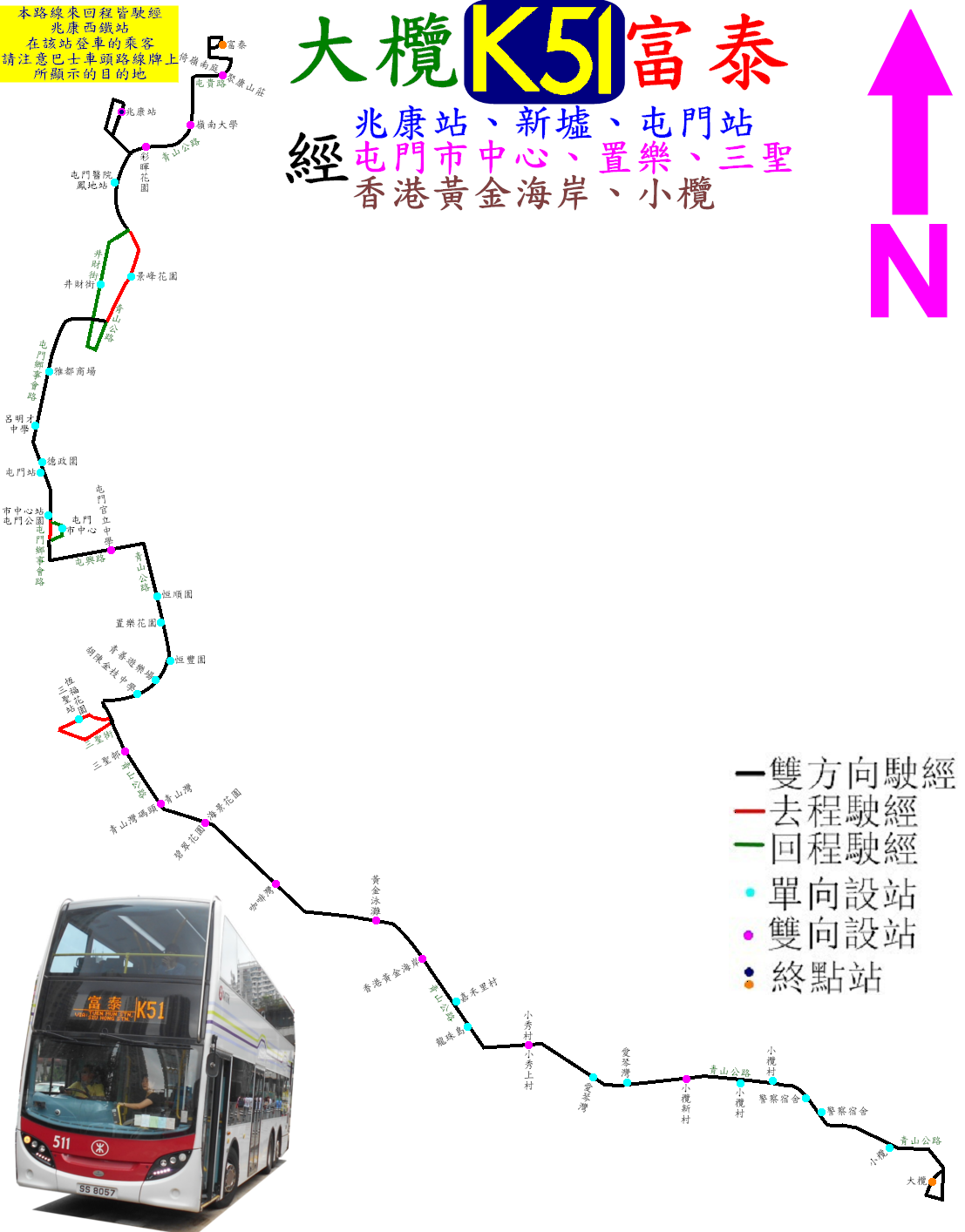
K51線的走線圖

富泰開經：屯貴路、青山公路－嶺南段、兆康站（南）公共運輸交匯處、青山公路－新墟段、井財街、青山公路－新墟段、屯門鄉事會路、屯興路、青山公路（青山灣段、掃管笏段及大欖段）。
大欖開經：青山公路（大欖段、掃管笏段、青山灣段）、三聖街、三聖公共運輸交匯處、三聖街、青山公路－青山灣段、屯興路、屯門鄉事會路、青山公路－新墟段、兆康站（南）公共運輸交匯處、青山公路－嶺南段及屯貴路，具體停站請參考資訊框。
K51A
富泰開經：屯貴路、青山公路－嶺南段、兆康站（南）公共運輸交匯處、青山公路－新墟段、井財街、青山公路－新墟段、屯門鄉事會路、屯興路、青山公路（青山灣段、掃管笏段）、掃管笏路（東行）、掉頭、掃管笏路（西行）、管翠路及掃管笏路。
掃管笏開經：掃管笏路（東行）、掉頭、掃管笏路（西行）、管翠路、掃管笏路、青山公路（掃管笏段、青山灣段）、三聖街、三聖公共運輸交匯處、三聖街、青山公路－青山灣段、屯興路、屯門鄉事會路、青山公路－新墟段、兆康站（南）公共運輸交匯處、青山公路－嶺南段及屯貴路，具體停站請參考資訊框。

## 利用狀況
本綫為屯門區內一條主要的巴士路綫，由於沿綫大部分地方沒有輕鐵服務，是各條港鐵巴士中客量最高的路線，每日客量達到30,000，居民要依靠本綫來往市中心及接駁鐵路，是屯門區3條主要屯馬綫接駁巴士路綫之一（另外還有506及K52）。

## 外部連結
港鐵
- 港鐵巴士K51綫 （页面存档备份，存于）
- 港鐵巴士K51綫路線圖 （页面存档备份，存于）